# PBS Malta
Public Broadcasting Services Limited, també coneguda com PBS Malta, és la companyia de radiodifusió pública de la República de Malta. Va ser fundada en 1975 com Xandir Malta i usa la denominació actual des del setembre de 1991. Actualment gestiona tres emissores de ràdio i dos canals de televisió, finançats a través d'un impost específic i publicitat.
Malta és membre de la Unió Europea de Radiodifusió des de 1970.

## Història
En 1934 l'arxipèlag de Malta, aleshores una colònia britànica, va inaugurar la seva primera emissora de ràdio gràcies a un acord amb el grup britànic Rediffusion Ltd. Les emissions del servei van començar l'11 de novembre de 1935. D'altra banda, la televisió maltesa va començar les seves emissions el 29 de setembre de 1962 sota una concessió similar. Aquesta situació es va mantenir fins al 8 de gener de 1973, quan Ràdio Malta va quedar sota control de l'Autoritat de Radiodifusió de Malta.
Al desembre de 1974, Malta es va convertir en una república independent i el govern va nacionalitzar tant la radiodifusió pública com les telecomunicacions. Per a això es va crear una companyia de telefonia, Telemalta Corporation, en la qual estava integrada l'empresa de radiodifusió Xandir Malta, responsable de la ràdio i televisió públiques. Sota la nova gestió va haver un augment de la programació en idioma maltès i de la producció pròpia.
El setembre del 1991, Xandir Malta va sortir de l'estructura de la companyia telefònica i es va convertir en una empresa pública independent, batejada com Public Broadcasting Services Malta. El grup té vocació de servei públic, amb l'objectiu de protegir la producció local i les dues llengües oficials de l'estat maltès.

## Serveis

### Ràdio
PBS gestiona tres cadenes nacionals de ràdio.
- Radju Malta: Programació generalista amb butlletins informatius i espais de servei públic. Emet en maltès i anglès.
- Radju Malta 2: Ofereix música tradicional maltesa i les sessions del Parlament de Malta.
- Magic Malta: Radiofórmula amb èxits musicals en anglès.

### Televisió
PBS gestiona dos canals de televisió generalistes, amb sengles versions en alta definició.
- TVM: També coneguda com Television Malta, ofereix una programació generalista en maltès i anglès. Va començar les seves emissions en 1962.
- TVM2: Emet programes documentals, esdeveniments culturals i esdeveniments esportius. Va ser inaugurada en 2012.[2]